# Franco Vellani Dionisi
Franco Vellani Dionisi (Bologna, 1905 – Kostenki, 16 agosto 1942) è stato un militare e giornalista italiano, insignito della medaglia d'oro al valor militare alla memoria nel corso della seconda guerra mondiale.

## Biografia
Nacque a Bologna nel 1905, figlio di Carlo e Elvira Dionisi. Conseguito il diploma di perito agrario nel 1925 presso la Scuola agraria "G. Pastori" di Brescia, fu lavorò come giornalista, scrittore e collaboratore di importanti quotidiani italiani, nonché divenne un profondo conoscitore dei problemi balcanici. Dispensato dal servizio militare nel Regio Esercito in seguito a rassegna, fu dal 1931 a Vienna corrispondente dei quotidiani Il Resto del Carlino e Il Popolo d'Italia. Nel 1939 si trasferì a Budapest, in Ungheria, dove lo raggiunse la dichiarazione di guerra a Francia e Gran Bretagna nel giugno dell'anno successivo. Già inserito nei quadri della Milizia Volontaria Sicurezza Nazionale, nel gennaio 1941 chiese, ed ottenne, di essere richiamato in servizio attivo con il grado di capomanipolo fu destinato alla 26ª Legione d'assalto. Assegnato al LIII battaglione CC.NN. della 58ª Divisione fanteria "Legnano", assunse il comando del plotone esploratori col quale partecipò alle operazioni sul fronte greco-albanese e nel Montenegro. Dopo il crollo della Jugoslavia, si trasferì sul fronte russo come corrispondente di guerra presso il Corpo di spedizione ungherese e incorporato nella compagnia propaganda partecipando attivamente alle operazioni di guerra svolte dalle truppe magiare sul fiume Don. Assunto il comando della 34ª Compagnia della 9ª Divisione leggera "Honved", appartenente alla 2. magyar hadsereg, in un momento critico della battaglia, quando erano caduti tutti gli ufficiali della compagnia, e indossata la divisa ungherese si batté valorosamente per più giorni alla testa dei suoi uomini. Cadde in combattimento il 16 agosto 1942, e fu insignito della medaglia d'oro al valor militare alla memoria. Il governo ungherese lo insignì della Croce di Ufficiale dell'Ordine al merito del Regno d'Ungheria con decorazioni di guerra che fu consegnata alla sua vedova dal colonnello generale Ferenc Szombathelyi nel corso di una apposita cerimonia tenutasi presso l'Ambasciata del Regno d'Italia da Budapest nel settembre 1942.

## Pubblicazioni
- Antologia Petofiana, (Sándor Petőfi), Alpes, Milano, 1928.
- Il problema territoriale transilvano,  Zanichelli, Bologna, 1932.
- Il secondo arbitrato di Vienna, Garzanti, Milano, 1942.

### Annotazioni
1. ↑  Mentre era corrispondente da Vienna scrisse alcuni articoli da contenuto antisemita come La Mostra razzista di Vienna, del 28 settembre 1938.
2. ↑  A Budapest lavorò anche alla traduzione in lingua italiana di romanzi e commedie di scrittori magiari come Le braccia della Venere di Milo di Ferenc Herczeg, Due prigionieri di Lajos Zilahy.

### Fonti
1. 1 2 3 4 5 6 7  Combattenti Liberazione.
2. 1 2 3  Gruppo Medaglie d'Oro al Valor Militare 1965, p. 67.
3. ↑   Medaglia d'oro al valor militare Vellani Dionisi, Franco, su quirinale.it, Quirinale. URL consultato l'11 luglio 2021.